# Lithacodia monorbis
Lithacodia monorbis là một loài bướm đêm trong họ Noctuidae.